# اوترادنویه (شهرستان بلگورودسکی، استان بلگورود)
اوترادنویه (انگلیسی: Otradnoye, Belgorodsky District, Belgorod Oblast) یک شهرک در بخش بلگورودسکی استان بلگورود کشور روسیه است.